# San Sebastián (Bernini)
El San Sebastián es una estatua de Gian Lorenzo Bernini de propiedad privada, expuesta en régimen de préstamo en el Museo Thyssen-Bornemisza de Madrid.
Por la estatua fueron pagados cincuenta escudos el 29 de diciembre de 1617 y estaba destinada probablemente a la antigua capilla privada de San Sebastián de los Barberini en la basílica de Santa Andrea del Valle de Roma, sobre el lugar donde, según la hagiografía el cuerpo del santo fue encontrado en la Cloaca Maxima.
La obra representa uno de los momentos de cambio en su formación y el inicio de una dirección autónoma de su estilo frente al de su padre.
La forma del cuerpo se abandona de manera bastante lánguida al peso y a la agonía y muestra  cierta similitud con las imágenes del Cristo en "Piedad" de derivación Miguelangelesca, como en la “Piedad Bandini” que se convertirá en habitual en la segunda mitad del siglo XVI  y en los siguientes también en pintura.
Se había encargado a Bernini por el comprador Vincenzo Giustiniani  acabar una estatua no finalizada por Miguel Ángel, y en los años de su formación además de la pintura contemporánea y a la escultura helenística, el arte de Miguel Ángel fue para él una fuente de inspiración.
La tragedia está atenuada por la suavidad del modelado una suavidad que recuerda también la pintura de  Correggio y la más reciente que Rubens hacía pocos años aparecida en Roma, el modo atenuado por el que la luz se posa sobre la superficie exaltando también la anatomía, da a esta obra una calidad pictórica notable.
Por primera vez una escultura de Bernini privilegia la visión por un lado en concreto, el derecho, del cual se puede observar plenamente la evolución en caída del cuerpo del mártir.
En el curso de toda su carrera Bernini ya sea en las obras escultóricas ya en las arquitectónicas realizará con mucha precisión la calidad óptica de sus creaciones que muestran siempre un punto de vista privilegiado.
- Datos: Q7591669
- Multimedia: Saint Sebastian by Gianlorenzo Bernini (Museo Thyssen-Bornemisza) / Q7591669